# قائمة الكتب الممنوعة من الحكومات

## قائمة الكتب الممنوعة

### #
| العنوان بالعربية | العنوان بالإنجليزية أو باللغة الأصلية | المؤلف      | النوع الأدبي | سبب المنع |
| ---------------- | ------------------------------------- | ----------- | ------------ | --- |
| 1984             | Nineteen Eighty-Four                  | جورج أورويل | رواية        | منعت في الاتحاد السوفييتي سنة 1950، بعد أن أدرك ستالين أن الرواية تسخر من زعامته، كما منعت "تقريباً" في كل من الولايات المتحدة والمملكة المتحدة إبان أزمة الصواريخ الكوبية. ولم يسمح الاتحاد السوفييتي بتداول هذه الرواية على أراضيه إلا سنة 1990. |

### أ
| العنوان بالعربية                    | العنوان بالإنجليزية أو باللغة الأصلية         | المؤلف                                                 | النوع الأدبي        | سبب المنع |
| ----------------------------------- | --------------------------------------------- | ------------------------------------------------------ | ------------------- | --- |
| آيات شيطانية                        | The Satanic Verses                            | سلمان رشدي                                             | رواية               | منع الكتاب لتهجمه على الإسلام في كل من إيران وبابوا غينيا الجديدة وباكستان وبنغلاديش وتايلند وتنزانيا وسري لانكا والسنغال والكويت وكينيا وليبيريا ومصر والهند. |
| ابنتا الريف                         | The Country Girls                             | إدنا أوبريان                                           | رواية               | صادرتها الرقابة الأيرلندية سنة 1960 لاشتمالها على محتوى جنسي صريح. |
| ابنة بيرغر                          | Burger's Daughter                             | نادين غورديمير                                         | رواية               | منعتها حكومة جنوب أفريقيا في يوليو 1979 لمناهضتها للسياسات العنصرية التي تنتهجها الحكومة، ثم رفع الحظر عن الرواية في أكتوبر من نفس العام. |
| أرخبيل غولاغ                        | Архипелаг ГУЛАГ                               | ألكسندر سولجنيتسين                                     | رواية               | منعت في الاتحاد السوفييتي لأنها كانت تناقض الصورة التي كانت الحكومة السوفييتية تحاول أن تظهر بها سياساتها أمام العالم. وقد رفع هذا المنع، بل وقد قررت وزارة التربية الروسية رواية أرخبيل غولاغ على طلبة المدارس الثانوية. |
| اسحق وتملك: ضم سيكيم                | Smash and Grab: Annexation of Sikkim          | سوناندا داتا راي                                       | كتاب غير خيالي      | منعته الحكومة الهندية بطريق التحرش القانوني بكاتبه، ولم يعد متاحاً للبيع اليوم في أي منطقة في العالم. يتحدث الكتاب عن عملية ضم مملكة سيكيم البوذية المستقلة إلى الهند عن طريق حكومة إنديرا غاندي. |
| الإسلام: مفهوم للغزو السياسي للعالم | Islam - A Concept of Political World Invasion | ر. ف. باسين                                            | فكر سياسي           | منع الكتاب ـ بعد نشره ـ في مهاراشترا بالهند سنة 2007 بدعوى إثارته للتنافر الطائفي بين الهندوس والمسلمين. |
| أعمال منوعة                         | Various works                                 | شين كونغوين                                            | روايات              | "هاجمها الشيوعيون والقوميون على حد سواء، إذ شهد السيد شين كتاباته وهي تحظر في تايوان، في الوقت الذي كانت فيه دور النشر في الصين تحرق كتبه وتدمر ألواح الطباعة الخاصة برواياته.... وقد كانت الجهود التي بُذلت لمحو اسم السيد شين من سجلات الأدب الحديث ناجحة إلى حد جعل قلة من الصينيين الأصغر سناً يعرفون مجرد اسمه، وعدداً أقل منهم يعرفون أعماله. ولم تنشر الحكومة الصينية مختارات من كتاباته إلا منذ سنة 1978، وبعدد من النسخ لا تتجاوز آلافاً قليلة... وقد مر خبر وفاة شين في الصين مرور الكرام دون أن ينشر". |
| أغنية الياقوت الأحمر                | Sangen om den røde rubin                      | أغنار ميكله                                            | رواية               | منع في النرويج سنة 1957 لمحتواه الجنسي الصريح، ولكن رفع هذا الحظر سنة 1958 بقرار من المحكمة العليا. |
| إكليل الجبل                         | باللغة الصربية: Горски вијенац                | الأمير بيتر الثاني بتروفيتش-نييغوش (أمير الجبل الأسود) | دراما شعرية         | منعها كارلوس ويستندورب (المندوب السامي الأوروبي في البوسنة والهرسك) في مدارس البوسنة. |
| أليس في بلاد العجائب                | Alice's Adventures in Wonderland              | لويس كارول                                             | رواية أطفال/مغامرات | منعت في مقاطعة هونان الصينية منذ سنة 1931 لتصويرها الحيوانات تتحدث وتصرف بنفس طريقة تحدث وتصرف الآدميين. |
| أميريكان سايكو                      | American Psycho                               | بريت إيستون إليس                                       | رواية خيالية        | منع بيعها وشراؤها نهائياً في ولاية كوينزلاند الأسترالية، ومنع بيعها لمن هم دون الثامنة عشرة في بقية ولايات أستراليا. |
| أنغاراي                             | Angaray                                       | سَجَّاد ظهير                                              | قصص قصيرة تقدمية    | منعتها الحكومة البريطانية في الهند سنة 1936. |
| أيروباجيتيكا                        | Areopagitica                                  | جون ميلتون                                             | مقال                | منعت في إنجلترا لأسباب سياسية. |

### ب
| العنوان بالعربية            | العنوان بالإنجليزية أو باللغة الأصلية | المؤلف                        | النوع الأدبي | سبب المنع |
| --------------------------- | ------------------------------------- | ----------------------------- | ------------ | --- |
| بئر العزلة                  | The Well of Loneliness                | رادكليف هول                   | رواية        | حظرتها المملكة المتحدة سنة 1928 لاحتوائها بسبب موضوعها الذي يتناول السحاق، لكنها نشرت فيما بعد سنة 1949، بعد ستة أعوام من وفاة المؤلفة.                                   |
| بلا غرزة واحدة              | بالنرويجية: Uten en tråd              | ينس بيورنبوي                  | رواية        | نشرت سنة 1966 وحظرتها الحكومة النرويجية لمحتواها الجنسي الصريح ثم رفع ذلك الحظر فيما بعد.                                                                                 |
| بوتين: النتائج بعد 10 سنوات | Putin. The Results. 10 Years On       | بوريس نيمتسوف وفلاديمير ميلوف | كتاب سياسي   | صادرت الشرطة الروسية 100 ألف نسخة من الكتاب ـ الذي ينتقد رئيس الوزراء الروسي فلاديمير بوتين ـ والذي كان بعض النشطاء يعتزمون توزيعه في منتدى سان بطرسبرج الاقتصادي الدولي. |

### ت
| العنوان بالعربية   | العنوان بالإنجليزية أو باللغة الأصلية | المؤلف        | النوع الأدبي | سبب المنع |
| ------------------ | ------------------------------------- | ------------- | ------------ | --- |
| تسع ساعات إلى راما | Nine Hours To Rama                    | ستانلي وولبرت |              | يكشف الكتاب (الذي حظر في الهند) عن الأشخاص المسؤولين عن جوانب التقصير الأمني التي أدت إلى تسهيل اغتيال المهاتما غاندي. |

### ث
| العنوان بالعربية | العنوان بالإنجليزية أو باللغة الأصلية | المؤلف | النوع الأدبي | سبب المنع |
| ---------------- | ------------------------------------- | ------ | ------------ | --- |
| ثاليا            | Thalia                                | آريوس  | كتاب أناشيد  | منع في الإمبراطورية الرومانية حوالي سنة 330 م لمناقضته لعقيدة التثليث، كما أحرقت كل كتابات آريوس ونفي آريوس نفسه، ثم اغتيل ـ كما يعتقد ـ بسبب كتاباته. حظرته الكنيسة الكاثوليكية لأكثر من ألف عام تالية. |

### ج
| العنوان بالعربية              | العنوان بالإنجليزية أو باللغة الأصلية | المؤلف        | النوع الأدبي | سبب المنع                                                                                      |
| ----------------------------- | ------------------------------------- | ------------- | ------------ | ---------------------------------------------------------------------------------------------- |
| جناح: الهند-التقسيم-الاستقلال | Jinnah: India-Partition-Independence  | جاسوانت سينغ  | سيرة         | منع في غوجارات بالهند في أغسطس 2009، ثم رفع المنع بحكم من محكمة غوجارات العليا في ديسمبر 2009. |
| جناح باكستان                  | Jinnah of Pakistan                    | ستانلي وولبرت | سيرة         | منع في باكستان لحديثه عن ذوق محمد علي جناح في الخمور ولحم الخنزير.                             |
| جوان فالون                    | Zhuan Falun                           | لي هونغ جي    | روحانيات     | محظور في جمهورية الصين الشعبية.                                                                |

### ح
| العنوان بالعربية        | العنوان بالإنجليزية أو باللغة الأصلية | المؤلف           | النوع الأدبي  | سبب المنع |
| ----------------------- | ------------------------------------- | ---------------- | ------------- | --- |
| الحرب القذرة            | La salle guerre                       | حبيب سويدية      | سياسة         | هذا الكتاب ممنوع في الجزائر، لأن الكاتب حبيب سويدية (وهو ضابط سابق) الذي عايش العشرية السوداء يتهم فيه الكثير من قادة الجيش بالضلوع في أغلب مجازر التسعينات[بحاجة لمصدر]. |
| حقوق الإنسان            | Rights of Man                         | توماس بين        | سياسة         | منع في المملكة المتحدة وحوكم المؤلف بتهمة تأييد الثورة الفرنسية. كما منع في روسيا القيصرية إبان ثورة دجنبر.                                                               |
| الحكاؤون (الجزء الثاني) | Storytellers II                       | بوشكو نوفاكوفيتش | مختارات قصصية | أوقفت طباعتها في يوغسلافيا سنة 1964 لاحتوائها على قصص لدراغيشا فاسيتش. |

### خ
| العنوان بالعربية | العنوان بالإنجليزية أو باللغة الأصلية | المؤلف | النوع الأدبي | سبب المنع |
| ---------------- | ------------------------------------- | ------ | ------------ | --------- |

### د
| العنوان بالعربية | العنوان بالإنجليزية أو باللغة الأصلية | المؤلف         | النوع الأدبي | سبب المنع |
| ---------------- | ------------------------------------- | -------------- | ------------ | --- |
| دكتور جيفاغو     | До́ктор Жива́го                         | بوريس باسترناك | رواية        | منعت في الاتحاد السوفييتي حتى سنة 1988 لانتقادها البلاشفة. |
| دليل الانتحار    | Suicide mode d'emploi                 | كلوديو غيلين   | مقال         | تسبب الكتاب ـ الذي يصف بعض الطرق التي يمكن أن تستخدم للانتحار ـ في فضيحة في فرنسا في ثمانينيات القرن العشرين، أدت إلى تشريع قانون يحظر التحريض على الانتحار أو الدعاية أو الإعلان عن منتجات أو أدوات أو طرق تساعد على الانتحار. وترتب على ذلك القانون حظر طباعة أي طبعات أخرى من الكتاب. وقد ورد اسم هذا الكتاب بالاسم في المجلس الوطني (البرلمان) الفرنسي أثناء مناقشة مشروع القانون. |
| ديانيتيكس        | Dianetics                             | رون هوبارد     | دين          | منعته الحكومة الروسية (التي منعت جميع مؤلفات الكاتب) مستندة إلى قانون صدر سنة 2010 يجيز للسلطات الروسية منع أية أعمال تدخل تحت تصنيف "مواد متطرفة". |
| ديك وجين         | Dick and Jane                         | وليام س. غراي  | رواية        | منع في روسيا السوفييتية بدعوى ترويجه للثقافة الأمريكية. |

### ذ
| العنوان بالعربية | العنوان بالإنجليزية أو باللغة الأصلية | المؤلف | النوع الأدبي | سبب المنع |
| ---------------- | ------------------------------------- | ------ | ------------ | --------- |

### ر
| العنوان بالعربية             | العنوان بالإنجليزية أو باللغة الأصلية | المؤلف                | النوع الأدبي | سبب المنع |
| ---------------------------- | ------------------------------------- | --------------------- | ------------ | --- |
| رانجيلا رسول                 | Rangila Rasul                         | آريا ساماجي تشاموباتي | ديني         | محظور حالياً في كل من الهند وباكستان وبنغلاديش. |
| رب الأشياء الصغيرة           | The God of Small Things               | أرونداتي روي          | رواية        | كتبت أرونداتي روي الرواية سنة 1996، وتضمنت وصفاً لبعض الممارسات الجنسية العابرة بين رجل وامرأة مختلفي الديانة (امرأة مسيحية وخادم هندوسي من الطبقة الدنيا). منعت الرواية في الهند سنة 1997. |
| رسالة إلى الإنسان والإنسانية | A Message to Man and Humanity         | ألكسندر سفيتكوفيتش    |              | منع بحكم قضائي في يوغوسلافيا الشيوعية سنة 1967 لاحتوائه على "ادعاءات كاذبة وشريرة، ودعايات معادية تنحاز إلى السياسة الصينية".                                                              |

### ز
| العنوان بالعربية | العنوان بالإنجليزية أو باللغة الأصلية | المؤلف | النوع الأدبي | سبب المنع |
| ---------------- | ------------------------------------- | ------ | ------------ | --------- |

### س
| العنوان بالعربية                                                  | العنوان بالإنجليزية أو باللغة الأصلية                                       | المؤلف             | النوع الأدبي | سبب المنع |
| ----------------------------------------------------------------- | --------------------------------------------------------------------------- | ------------------ | ------------ | --- |
| سامبو الصغير الأسود                                               | Little Black Sambo                                                          | هيلين بانرمان      | قصص أطفال    | منعت في اليابان (1988-2005) لقمع "التهديدات السياسية بمقاطعة الصادرات الثقافية اليابانية" (رغم أن الصور الموجودة بالكتاب لم تكن هي صور النسخة الأصلية. |
| السامريون الأشرار: خرافة التجارة الحرة، والتاريخ السري للرأسمالية | Bad Samaritans: The Myth of Free Trade and the Secret History of Capitalism | ها ـ هونغ تشانغ    | اقتصاد       | منعه جيش كوريا الجنوبية، وهو واحد من 23 كتاباً حظرته كوريا الجنوبية منذ 1 أغسطس 2008.                                                                   |
| الفقمة سنوري                                                      | Snorre Sel                                                                  | فريتيوف سيلين      | خرافة        | كتاب ساخر منع إبان الاحتلال النازي للنرويج. |
| السيد الرئيس                                                      | El Señor Presidente                                                         | ميغل أنخل أستورياس | رواية        | منع في غواتيمالا لتعرضه لبعض السياسيين الموجودين في السلطة.                                                                                            |

### ش
| العنوان بالعربية      | العنوان بالإنجليزية أو باللغة الأصلية | المؤلف      | النوع الأدبي | سبب المنع                                                     |
| --------------------- | ------------------------------------- | ----------- | ------------ | ------------------------------------------------------------- |
| شركة العسكرية المتحدة | Military Incorporated                 | عائشة صديقي | رواية        | حظرتها الحكومة الباكستانية لفترة وجيزة لأسباب سياسية.         |
| شيفرة دا فينشي        | The Da Vinci Code                     | دان براون   | رواية        | منعت في لبنان بعد أن اعتبرها رجال دين كاثوليك مسيئة للمسيحية. |

### ص
| العنوان بالعربية | العنوان بالإنجليزية أو باللغة الأصلية | المؤلف        | النوع الأدبي                       | سبب المنع |
| ---------------- | ------------------------------------- | ------------- | ---------------------------------- | --- |
| صائد الجواسيس    | Spycatcher                            | بيتر رايت     | سيرة ذاتية                         | منع في المملكة المتحدة بين عامي 1985 و1988 لإفشائه أسراراً قومية. كان رايت ضابطاً في المكتب الخامس البريطاني (المخابرات البريطانية) ومنع الكتاب حتى قبل نشره سنة 1987. |
| صبي الإصلاحية    | Borstal Boy                           | بريندان بيهان | رواية سيرة ذاتية                   | منع في جمهورية أيرلندا سنة 1958 دون أن تبدي الهيئة الأيرلندية للرقابة على المطبوعات أسباب المنع. ولكن من المعتقد أنه منع لاحتوائه على نقد للتيار الجمهوري الأيرلندي وللكنيسة الكاثوليكية ولحديثه عن ممارسات جنسية عند المراهقين. وسرعان ما منعت الرواية أيضاً في كل من أستراليا ونيوزيلندا، غير أن نيوزيلندا عادت وسمحت بنشرها سنة 1963. |
| صديقنا الملك     | Notre ami le roi                      | جيل بيرو      | سيرة للملك الحسن الثاني ملك المغرب | منع الكتاب في المغرب لتعرضه لحالات تعذيب وقتل واعتقال سياسي قيل إن الحكومة المغربية اقترفتها. |

### ض
| العنوان بالعربية | العنوان بالإنجليزية أو باللغة الأصلية | المؤلف | النوع الأدبي | سبب المنع |
| ---------------- | ------------------------------------- | ------ | ------------ | --------- |

### ط
| العنوان بالعربية | العنوان بالإنجليزية أو باللغة الأصلية | المؤلف         | النوع الأدبي | سبب المنع |
| ---------------- | ------------------------------------- | -------------- | ------------ | --- |
| طبقة جديدة       | New class                             | ميلوفان دييلاس |              | منعت بحكم قضائي في يوغسلافيا الشيوعية سنة 1957 وحكم على المؤلف بالسجن لسبع سنوات بتهمة نشر دعايات معادية، ثم شُدد الحكم سنة 1962 إلى 13 عاماً. |

### ظ
| العنوان بالعربية | العنوان بالإنجليزية أو باللغة الأصلية | المؤلف | النوع الأدبي | سبب المنع |
| ---------------- | ------------------------------------- | ------ | ------------ | --------- |

### ع
| العنوان بالعربية                                                 | العنوان بالإنجليزية أو باللغة الأصلية             | المؤلف                                             | النوع الأدبي | سبب المنع |
| ---------------------------------------------------------------- | ------------------------------------------------- | -------------------------------------------------- | ------------ | --- |
| عالم جديد جريء                                                   | Brave New World                                   | ألدوس هكسلي                                        | رواية        | منع في أيرلندا سنة 1932 بدعوى ورود إشارات فيه إلى الانفتاح الجنسي. |
| العام 501: ويستمر الاحتلال                                       | Year 501: The Conquest Continues                  | نعوم تشومسكي                                       | سياسة        | حظره جيش كوريا الجنوبية في 1 أغسطس 2008 ضمن قائمة شملت 23 كتاباً. |
| عشيق الليدي تشاترلي                                              | Lady Chatterley's Lover                           | د. هـ. لورانس                                      | رواية        | حظرت مؤقتاً في كل من الولايات المتحدة والمملكة المتحدة بدعوى انتهاكها لقوانين مكافحة الفحش، ورفع الحظر عامي 1959 و1960 على التوالي. كما حظرت مؤقتاً في أستراليا.                                                                                     |
| العصابة ذات الأقدام المطعمة بالنيكل إبان الاحتلال                | The Nickel-Plated-Feet Gang During the Occupation | لويس فورتون                                        | كتاب كوميكس  | منع في يوغسلافيا بحكم محكمة سنة 1945. |
| العلاقات الأمريكية الفيتنامية بين عامي 1945 و1967 (صدر سنة 1971) | United States-Vietnam Relations: 1945-1967        | روبرت ماكنمارا ووزارة الدفاع الأمريكية (البنتاغون) | دراسة حكومية | يعرف أيضاً باسم "أوراق البنتاغون" (بالإنجليزية: Pentagon Papers). حاول الرئيس الأمريكي نيكسون وقف نشر بعض المعلومات التي نشرت فيه، ولكن المحكمة العليا الأمريكية رفعت عنه الحظر بعد تصويت 6 أعضاء لصالح رفع الحظر مقابل تصويت ثلاثة لصالح استمراره. |
| على جرح قاسٍ ـ عشب قاسٍ                                            | On Fierce Wound - Fierce Herb                     | راتكو زاكيتش                                       |              | سحب من الأسواق وأعدم بقرار من اللجنة البلدية لرابطة شيوعيي كرالييفو في يوغسلافيا سنة 1967. |
| عناقيد الغضب                                                     | The Grapes of Wrath                               | جون شتاينبيك                                       | رواية        | منعت الرواية بشكل مؤقت في أنحاء مختلفة من الولايات المتحدة. وقد منعت في منطقة كاليفورنيا (التي دارت بها بعض أحداث الرواية) لأنها تسيء إلى سكان المنطقة.                                                                                            |
| عن صمت في الأدب                                                  | About a Silence in Literature                     | تسيفوراد ستويكوفيتش                                | مقالات       | منع في يوغوسلافيا بحكم محكمة سنة 1951 |
| عواء                                                             | Howl                                              | ألن غينسبرغ                                        | شعر          | صادرت جمارك سان فرانسيسكو نسخاً من الطبعة الأولى في مارس 1957 بدعوى الفحش، وبعد خضوعه للمحاكمة أسقطت تهمة الفحش عنه. |
| عوليس                                                            | Ulysses                                           | جيمس جويس                                          | رواية        | منعت في المملكة المتحدة في عقد الثلاثينيات، وفي أستراليا في عقدي الثلاثينيات والأربعينيات، كما منعت أيضاً فترة من الزمن في الولايات المتحدة بسبب محتواها الإباحي ولكن هذا الحظر رُفع في الولايات المتحدة سنة 1933.                                   |

### غ
| العنوان بالعربية | العنوان بالإنجليزية أو باللغة الأصلية | المؤلف         | النوع الأدبي | سبب المنع                                                                                           |
| ---------------- | ------------------------------------- | -------------- | ------------ | --------------------------------------------------------------------------------------------------- |
| الغداء العاري    | The Naked Lunch                       | وليام س. بوروز | رواية        | حظرتها محاكم بوسطن سنة 1962 بدعوى الفحش، لكن محكمة ماساتشوستس القضائية العليا ألغت القرار سنة 1966. |

### ف
| العنوان بالعربية                                                                                 | العنوان بالإنجليزية أو باللغة الأصلية | المؤلف                                           | النوع الأدبي                | سبب المنع |
| ------------------------------------------------------------------------------------------------ | --- | ------------------------------------------------ | --------------------------- | --- |
| فاني هل (أو "ذكريات امرأة متعة")                                                                 | Fanny Hill or Memoirs of a Woman of Pleasure | جون كليلاند                                      | رواية                       | منع في الولايات المتحدة سنة 1821 بدعوى الفحش، ثم أعيد منعه سنة 1963، وكان آخر كتاب منع في الولايات المتحدة الأمريكية. |
| الفتاة الوحيدة                                                                                   | The Lonely Girl | إدنا أوبريان                                     | رواية                       | منعت في أيرلندا سنة 1962 بعد شكوى قدمها كبير الأساقفة جون تشارلز ماكيد إلى وزير العدل تشارلز هوغي أن الرواية "سيئة".  |
| الفرقان الحق                                                                                     | The True Furqan | "الصافي" و"المهدي" (ترجمه إلى العربية أنيس شروش) | نص ديني                     | منع دخول الكتاب إلى الهند لتهديده الأمن القومي.                                                                       |
| فهم الإسلام من خلال الأحاديث (1982)                                                              | Understanding Islam through Hadis | رام سواروب                                       | كتاب في نقد الإسلام السياسي | حظرته الهند. |
| في أصول استغلال ملوك المجر الرسوليين للسلطات التشريعية في المسائل الكنسية واستمرار ذلك الاستغلال | On the Origins and Perpetual Use of the Legislative Powers of the Apostolic Kings of Hungary in Matters Ecclesiastical (باللاتينية: De Originibus et Usu perpetuo) | آدم فرانتيشيك كولار (1718-1783)                  | قانون سياسي                 | حظره الفاتيكان لأنه هاجم الدور السياسي للكنيسة الكاثوليكية.                                                           |

### ق
| العنوان بالعربية                  | العنوان بالإنجليزية أو باللغة الأصلية        | المؤلف                 | النوع الأدبي | سبب المنع |
| --------------------------------- | -------------------------------------------- | ---------------------- | ------------ | --- |
| قاموس اللغة الصربوكرواتية الحديثة | Dictionary of Modern Serbo-Croatian Language | ميلوش موسكوفلييفيتش    | معجم         | منع بحكم قضائي في يوغسلافيا الشيوعية سنة 1966 بناء على طلب ميركو تيبافاك، بحجة أن "بعض التعريفات التي يحتويها قد تؤدي إلى البلبلة بين المواطنين. |
| قرص الشيطان                       | The Devil's Discus                           | رين كروغر Rayne Kruger | جريمة سياسية | يبحث الكتاب في وفاة الملك أناندا ماهيدول (راما الثامن) ملك سيام (تايلند حالياً). منع رسمياً في تايلند سنة 2006.                                    |
| قصص طريفة                         | Contes drolatiques                           | أونوريه دي بلزاك       | قصص          | منعت في كندا سنة 1914 وفي أيرلندا سنة 1953 لاحتوائها على "محتوى جنسي فاحش". رفع الحظر عنها في أيرلندا سنة 1967.                                  |
| قوم يوليو                         | July's People                                | نادين غورديمير         | رواية        | منعت أثناء حقبة الفصل العنصري في جنوب أفريقيا. أما الآن فهي تدرس ضمن المناهج الدراسية في مدارس جنوب أفريقيا.                                     |

### ك
| العنوان بالعربية                       | العنوان بالإنجليزية أو باللغة الأصلية | المؤلف                      | النوع الأدبي              | سبب المنع |
| -------------------------------------- | ------------------------------------- | --------------------------- | ------------------------- | --- |
| كانديد                                 | Candide                               | فولتير                      | رواية                     | صادرتها الجمارك الأمريكية سنة 1930 بدعوى الفحش. |
| كتيب الحبة الهادئة                     | The Peaceful Pill Handbook            | فيليب نبتشكه وفيونا ستيوارت | دليل إرشادي للموت الرحيم. | حظره في البداية مكتب تصنيف الأفلام والأدبيات النيوزيلندي باعتباره كتاباً غير محتمل. وفي مايو 2008 سُمح ببيعه بشرط أن يكون مغلفاً بغلاف مغلق ومبيناً عليه التصنيف الرقابي للكتاب. منع الكتاب أيضاً مبدئياً في أستراليا، وبعد مراجعة طبعة 2007 منع الكتاب كلية. |
| كفاحي                                  | بالألمانية: Mein Kampf                | أدولف هتلر                  | فكر سياسي                 | محظورة في ألمانيا. تدعي ولاية بافاريا ملكية حقوق النشر في الوقت الحالي وتحاول منع أي إعادة لطبع الكتاب، لكن لا يوجد قانون يحظر امتلاك أو بيع النسخ الأصلية. منع أيضاً في بعض الدول الأوروبية، ويتشدد الاتحاد الروسي في هذا المنع.                        |
| كل شيء هادئ على الجبهة الغربية         | بالألمانية: Im Westen nichts Neues    | إريخ ماريا ريماركه          | رواية ضد الحرب            | منعت في ألمانيا النازية بدعوى تشويهه للفيرماخت وتصويره في صورة غير أخلاقية. |
| كوخ العم توم (1852)                    | Uncle Tom's Cabin                     | هارييت بيتشر ستاو           | رواية                     | حظرتها ولايات الجنوب الأمريكي إبان الحرب الأهلية لمحتواها المناوئ للعبودية، كما حظرتها روسيا القيصرية في عهد القيصر نيقولا الأول سنة 1852 لتناولها فكرة المساواة و"لتقويضها القيم الدينية".                                                             |
| كيف تصنع كواتم صوت للاستعمال مرة واحدة | How to make disposable silencers      | مؤلف مجهول                  | كيف تفعل                  | منع في أستراليا لتحريضه على العنف والجريمة. |

### ل
| العنوان بالعربية | العنوان بالإنجليزية أو باللغة الأصلية                | المؤلف           | النوع الأدبي | سبب المنع |
| ---------------- | ---------------------------------------------------- | ---------------- | ------------ | --- |
| لاجا             | بالبنغالية: লজ্জা، وتعني "العار" (بالإنجليزية: Lajja)  | تسليمة نسرين     | رواية        | منعت في بنغلاديش وعدد قليل من الولايات الهندية. |
| لوليتا           | Лолита                                               | فلاديمير نابوكوف | رواية        | منعتها السلطات الفرنسية بدعوى الفحش، كما فعلت المملكة المتحدة والأرجنتين ونيوزيلندا (رفع الحظر سنة 1964) وجنوب أفريقيا.                                                                       |
| ليس بدون ابنتي   | Not Without My Daughter (بالفارسية: بدون دخترم هرگز) | بتي محمودي       | رواية        | تتحدث الرواية (المكتوبة بالإنجليزية والمبنية على قصة حقيقية) عن فرار مواطنة أمريكية من زوجها في إيران. منع في إيران بدعوى انتقاده آوضاع البلاد وإساءته لتقاليد الجمهورية الإسلامية الإيرانية. |

### م
| العنوان بالعربية                                                        | العنوان بالإنجليزية أو باللغة الأصلية                                   | المؤلف              | النوع الأدبي            | سبب المنع |
| ----------------------------------------------------------------------- | ----------------------------------------------------------------------- | ------------------- | ----------------------- | --- |
| المافيا الفيدرالية                                                      | The Federal Mafia                                                       | إروين شيف           | كتاب غير خيالي          | صدر أمر قضائي من المحكمة الجزئية الأمريكية بولاية نيفادا بالتوافق مع القانون الفيدرالي رقم 7408 الخاص بالعائد الداخلي، بمنع إروين شيف وناشريه من توزيع هذا الكتاب بدعوى أنه يقدم معلومات مضللة. |
| مدار السرطان                                                            | Tropic of Cancer                                                        | هنري ميلر           | رواية                   | منعت في الولايات المتحدة في ثلاثينيات القرن العشرين وحتى أوائل الستينيات، وصادرتها الجمارك الأمريكية لاحتوائها على محتوى جنسي صريح. كما منعت الحكومة الأمريكية بقية أعمال ميلر. ظلت الرواية ممنوعة أيضاً في جنوب أفريقيا حتى أواخر الثمانينيات. |
| مدام بوفاري                                                             | Madame Bovary                                                           | جوستاف فلوبير       | رواية                   | منعت الرواية وحوكم فلوبير بسببها "لانتهاكه الآداب العامة". |
| المذكرات الحقيقية تماماً لهنديٍ نصفَ الوقت                                 | The Absolutely True Diary of a Part-Time Indian                         | شيرمان أليكسي       | رواية سيرة ذاتية للشباب | منعتها إدارة إحدى المدارس الثانوية بولاية ميسوري الأمريكية بعد شكوى من آباء الطلبة حول محتواها. |
| مرآة التاج البولندي                                                     | بالبولندية: Zwierciadło Korony Polskiej                                 | سيباستيان ميتشينسكي | نشرة معادية للسامية     | منعها الملك سيسموند الثالث فاسا سنة 1618 لأنها كانت أحد أسباب أحداث الشغب المعادية لليهود التي نشبت في كراكوف. |
| مزرعة الحيوان                                                           | Animal Farm                                                             | جورج أورويل         | رواية سياسية            | حذفت مقدمة المؤلف في جميع الطبعات تقريباً. كما رأت قوات الحلفاء أثناء الحرب العالمية الثانية أن الرواية بأكملها تمثل نقداً للاتحاد السوفييتي، وهي دولة حليفة في ذلك الوقت ، وبالتالي رأت أن الرواية غير صالحة للنشر في زمن الحرب فأحجم الناشرون عن طبع الرواية وسحبت نسخها من المكتبات، وبعد نشر الرواية مُنعت في الاتحاد السوفييتي وغيره من الدول الشيوعية. كما منعت الحكومة الكينية سنة 1991 مسرحية مأخوذة من الرواية لانتقادها القادة السياسيين الفاسدين. كما منعت الرواية في مدارس الإمارات العربية المتحدة سنة 2002 بدعوى احتوائها على نصوص أو صور مخالفة للقيم الإسلامية والعربية، وما زالت الرواية محظورة في كوبا وكوريا الشمالية. |
| المسخ (التحوُّل)                                                          | بالألمانية: Die Verwandlung                                             | فرانتس كافكا        | رواية                   | منعها النازيون والشيوعيون. |
| المسرد البولندي ـ الإنجليزي ـ الألماني للمصطلحات المحلية بمقاطعة أوبولي | Polsko-angielsko-niemiecki glosariusz regionalny Województwa Opolskiego | توماس كاموسيللا     | مسرد                    | هذا الكتاب هو أول كتاب مُنع في بولندا بعد العصر الشيوعي، بناء على أمر من سلطات الحكم الذاتي بمقاطعة أوبولي. فالكتاب يتبنى الرؤية البولندية والسوفييتية التي تقول بأن حدود بولندا الجديدة التي رسمت بعد الحرب العالمية الثانية كانت معترفاً بها تماماً سنة 1945، إلى جانب أمور خلافية أخرى. |
| مقاتل في حالة حرب مع النخبة                                             | Jæger – i krig med eliten                                               | توماس راثساك        | سيرة ذاتية              | حاول الجيش الدنمركي منع الكتاب في سبتمبر 2009 لأسباب تتعلق بالأمن القومي، غير أن القضاء رفض حظر الكتاب، وكان الكتاب قد تسرب بالفعل إلى الصحافة والإنترنت. |
| ملعقة على التراب                                                        | A Spoon on Earth                                                        | هيونغ جي ـ يونغ     | رواية                   | منعه جيش كوريا الجنوبية، وهو واحد من 23 كتاباً حظرته كوريا الجنوبية منذ 1 أغسطس 2008. |
| الملك لا يبتسم قط                                                       | The King Never Smiles                                                   | بول م. هاندلي       | سيرة                    | منع في تايلند لانتقاده الملك بوميبول أدولياديج. |
| موت لوركا                                                               | The Death of Lorca                                                      | أيان غيبسون         | سيرة، جريمة واقعية      | منع في إسبانيا لفترة وجيزة. |
| موسوعة التاريخ الإسلامي                                                 | ُ                                                                        | محمود شاكر          | تاريخ                   | تم منع الجزءين العاشر والثاني عشر، اللذين يتحدثان عن تاريخ الجزيرة العربية وبلاد الشام لأسباب سياسية في الوطن العربي، بينما طُبعت بقية الأجزاء. |

### ن
| العنوان بالعربية                           | العنوان بالإنجليزية أو باللغة الأصلية                        | المؤلف             | النوع الأدبي   | سبب المنع |
| ------------------------------------------ | ------------------------------------------------------------ | ------------------ | -------------- | --- |
| نصر بلا سلاح (1963)                        | Unarmed Victory                                              | برتراند رسل        |                | حظرته الهند لاحتوائه على تفاصيل صريحة عن الحرب الصينية الهندية التي دارت سنة 1962.                                                                                      |
| نقطة تحول                                  | Watershed                                                    | تشيدا فوكوفيتش     |                | قامت دار نشر نوليت اليوغسلافية بحظره من تلقاء نفسها سنة 1968. |
| نهر كبير، بحر كبير ـ حكايات لم تُروَ عن 1949 | 大江大海一九四九 Big River, Big Sea — Untold Stories of 1949 | لونغ يينغ ـ تاي    | كتاب غير خيالي | حقق الكتاب مبيعات تقدر بأكثر من مائة ألف نسخة في تايوان وعشرة آلاف نسخة في هونغ كونغ خلال شهر من نشره، ولكن منعت حكومة الصين الشعبية مناقشته على أرضها بعد صدور الكتاب. |
| نهر منحن                                   | Curved River                                                 | تسيفويين بافلوفيتش | مجموعة قصصية   | قام ناشر الكتاب (نوليت) بسحبه من الأسواق سنة 1963 بناء على أمر ضباط إدارة أمن الدولة اليوغسلافية.                                                                       |

### هـ
| العنوان بالعربية                                | العنوان بالإنجليزية أو باللغة الأصلية                              | المؤلف                      | النوع الأدبي | سبب المنع |
| ----------------------------------------------- | ------------------------------------------------------------------ | --------------------------- | ------------ | --- |
| الهارب (مطاردة)                                 | Perburuan                                                          | براموديا أنانتا تور         | رواية        | منع في إندونيسيا سنة 1950 بدعوى احتوائه على مواد "تخريبية" من بينها محاولته ترويج الفكر الماركسي اللينيني ونظريات شيوعية أخرى. وما زال هذا المنع قائماً حتى اليوم. |
| الهدف الناعم: كيف اخترقت المخابرات الهندية كندا | Soft Target: How the Indian Intelligence Service Penetrated Canada | زهير كشميري وبريان ماكأندرو | تحقيق سياسي  | منع في الهند. |

### و
| العنوان بالعربية   | العنوان بالإنجليزية أو باللغة الأصلية | المؤلف    | النوع الأدبي | سبب المنع |
| ------------------ | ------------------------------------- | --------- | ------------ | --- |
| وليمة لأعشاب البحر |                                       | حيدر حيدر | رواية        | منعت الرواية في مصر ودول عربية أخرى، بعد أن تسببت في ردود فعل غاضبة من جانب المسلمين بعد إعادة طبعها في مصر سنة 2000 وبعد صدور فتوى تطالب بمنعها بدعوى إساءة حيدر حيدر للإسلام وللذات الإلهية. وقد أدت مظاهرات طلبة الأزهر الغاضبة إلى مصادرة الرواية. |

### ي
| العنوان بالعربية             | العنوان بالإنجليزية أو باللغة الأصلية                             | المؤلف             | النوع الأدبي | سبب المنع |
| ---------------------------- | ----------------------------------------------------------------- | ------------------ | ------------ | --- |
| اليانصيب                     | The Lottery                                                       | شيرلي جاكسون       | قصة قصيرة    | منعت في جنوب أفريقيا إبان الفصل العنصري. |
| يوم من العمر                 | Un Dia en la Vida                                                 | مانليو أرغويتا     | رواية        | منعت في السلفادور لتعرضها لانتهاكات حقوق الإنسان.                                                                                                  |
| يوم من حياة إيفان دينيسوفيتش | Оди́н день Ива́на Дени́совича                                        | ألكسندر سولجنيتسين | رواية        | منعت من النشر في الاتحاد السوفييتي سنة 1964. |
| يوميات آنا فرانك             | Het Achterhuis: Dagboekbrieven van 12 Juni 1942 – 1 Augustus 1944 | آنا فرانك          | مذكرات       | منعت في لبنان "لتحسينها صورة اليهود وإسرائيل أو الصهيونية".                                                                                        |
| يوميات تيرنر (1978)          | The Turner Diaries                                                | وليم لوثر بيرس     | رواية        | منعت في ألمانيا بسبب موضوعها القائم على الفكر النازي ولأن بيرس كان من قياديي التحالف القومي، كما قيل إن الرواية كانت مصدر إلهام للعديد من الجرائم. |